# 济南市莱芜第一中学
山东省济南市莱芜第一中学，简称济南市莱芜一中、莱一、莱芜一中，旧称山东省莱芜第一中学、莱芜中学。是中华人民共和国山东省济南市的一所公办高级中学，位于山东省济南市莱芜区莱芜高新区汶水大街29号。始建于1952年，原名莱芜中学，1956年更名为莱芜第一中学，文化大革命时期曾改称“莱芜县矿山中学”后又恢复为“山东省莱芜第一中学”，2019年1月16日因原莱芜市并入济南市，又改称“山东省济南市莱芜第一中学”。
莱芜一中是山东省重点高中，其学生因参加高校自主招生成绩突出而闻名，2016年位列中国自主招生百强名校第一名。济南市莱芜高新区实验学校曾暂借莱芜一中校舍办学，对外称为“莱芜一中初中部”，初中部后迁至莱芜高新区银河大街88号。
目前莱芜一中在校生总计9000余人。

## 歷史及沿革

### 建校初期
1940年，中华民国莱芜县政府在万福山大庙创办莱芜中学，设小学、初中各一个班。是莱芜第一中学的前身，是莱芜中等学校教育的开始。翌年秋并入泰山中学。1945年，泰山专署在莱芜县城西关创泰山区鲁中第一中学，又称莱芜中学（校址在今莱芜一中老校南端），翌年11月并入泰山中学。
1952年，山东省文教厅在莱芜建立“山东省莱芜中学”。建校初，学校占地 40.18 亩，教室、办公室、宿舍 63 间。从泰安市调任教师至莱芜工作。是莱芜的第一所三年制初中学校。
1956年，更名为 “山东省莱芜第一中学”。1958年9月，高中第一级开始招生，山东省莱芜第一中学成为完全中学。1962年，莱芜一中被指定为山东省33所重点中学之一。

### 文革期间
1966年，文革爆发，莱芜一中“停课闹革命”，学校被夺权。大字报铺天盖地而来。几十名教师遭到批斗，学生停课上街造反。9月，时校党委书记1967年，一中被造反派夺权，成立革命委员会。
1969年2月13日，莱芜县革命委员会下发文件，称将莱芜一中的一切党、政、财、文大权剥夺，莱芜一中更名为矿山中学。
1971年3月，学校被正式改名为莱芜县矿山中学。
1978年3月，山东省教育厅重新公布莱芜一中为省重点中学。此后，高考本科上线人数在泰安地区连续十五年保持第一。

### 文革之后
1978年，恢复高考后，组织学生参加全国第一次高考。共有26名学生被大学录取。
1986年5月，成立“汶水文学社”学生社团，9月份出版第一期《汶水源》（油印，时称“汶水园地”）。同时“汶水之声广播站”开始试播。
1986年7月，高中24级学生参加高考，有230人被高校录取，其中本科125人。杨振峰以总分634分获山东省理科第一名。有3人考入清华大学。

## 环境
莱芜一中校地有46.8公顷，建筑面积13万㎡。主要的建築物有实验科技大楼（帝国大厦）、图书馆、六角楼、教学楼ABCDE座、艺术北楼南楼等教学建筑，及学生餐厅北区南区、生活服务楼、学生宿舍楼（共8栋）、水房两座、现金超市（小黑店）等其他建築，还有操场两座、在建体育馆一座、篮球场等运动区建筑，另有“知行合一”老校门一座。学区西有人工湖曰“小西湖”，湖边树木茂密，风景幽美。

### 教学区
6栋教学楼，120间教室；2栋艺术楼；标志性建筑 实验科技大楼，1座图书馆、1座学术报告楼。

### 生活区
1座生活服务楼:泰钢娱乐城超市、卫生室。两个学生餐厅，8栋学生公寓，可容纳8256名学生入住。

### 运动区
两个学生运动场和1座建设中的体育馆。

### 校办工厂
一个莱芜一中印刷厂，位于校园北部。

## 教学
教职工517人，专任教师467人，任课教师学历达标率100%，拥有硕士研究生以上学历的有34人，全国优秀教育工作者1人，全国优秀教师1人，省优秀教师5人，省教学能手3人。

## 校园文化

### 校徽
校徽以“莱”字篆体为原型，“一”“中”暗藏其中，体现“莱芜中学”、“莱芜一中”校名。在加强识别性的同时，体现“莱芜”的地域性和学校校名的专属性；校徽中间“中”字部分结构由两个“人”构成，“来”的设计形态又像“本”字，体现了莱芜一中“以人为本”的办学理念。

### 校训
明德尚实
“明德”：“明”，有“明白，清楚”、“懂得了解”、“弘扬，彰显”之意；“德”，指品行、品质、道德。“明德”，语出《大学》（“大学之道，在明明德”），即认同、践行、弘扬、彰显光明正大的品德。
“尚实”：“尚”，有“尊崇，注重”、“希望”、“共同遵从”之意；“实”，指“符合客观”、“真诚，朴实”、“扎实，务实”、“落实”等义。“尚实”，就是要尊重客观规律，真诚做人做事，不张扬，不虚妄。

## 校园领导

### 现任校长
| 姓名   | 职位   |
| ------ | ------ |
| 陈传军 | 校长   |
| 何庆华 | 副校长 |
| 翟文柱 | 副校长 |
| 李世永 | 副校长 |

### 历任校长[11]
| 姓名   | 在职年份  |
| ------ | --------- |
| 路子达 | 1952-1953 |
| 张传义 | 1953-1955 |
| 董维   | 1954-1956 |
| 尉民彦 | 1955-1962 |
| 程明   | 1956-1966 |
| 李伯甫 | 1962-1964 |
| 刘晓光 | 1965-1969 |
| 王益三 | 1972-1978 |
| 车吉轩 | 1978-1982 |
| 魏泮芬 | 1978-1990 |
| 兰建华 | 1983-1986 |
| 李勤农 | 1986-1993 |
| 高茂德 | 1991-1992 |
| 高子军 | 1992-1997 |
| 司厚一 | 1997-2001 |
| 张勇   | 2001-2005 |